# Cionosicys pomiformis
Cionosicys pomiformis är en gurkväxtart som beskrevs av August Heinrich Rudolf Grisebach. Cionosicys pomiformis ingår i släktet Cionosicys och familjen gurkväxter. Inga underarter finns listade i Catalogue of Life.